# Chips Moman
Lincoln Wayne „Chips“ Moman (* 12. Juni 1937 in La Grange, Georgia; † 13. Juni 2016 ebenda) war ein US-amerikanischer Musikproduzent, Komponist und Gitarrist, der stilprägend für die Entwicklung des Memphis-Sound und damit der Soulmusik der 1960er und 1970er Jahre war und einige Akzente in der Country-Musik setzte.

## Leben

### Mitglied in Rockabilly-Bands

Thomas Wayne – This Time

Seine Eltern Mildred Magnolia Deberry und Abraham Lincoln Moman arbeiteten in Textilfabriken. Moman lernte bereits ab 1940 Gitarre spielen, 1951 zog er zu einer Tante nach Memphis und arbeitete dort als Anstreicher. Bei den örtlichen Sun Records begleitete er 1956 Warren Smith auf Tournee, 1957 spielte er Gitarre in der Begleitgruppe von Dorsey Burnette, wirkte jedoch noch nicht bei Plattenaufnahmen mit. Danach lernte ihn Toningenieur Stan Ross in den Gold Star Studios in Los Angeles an. 1958 tauchte er in der Begleitgruppe von Thomas Wayne auf, für den Moman seinen ersten Song This Time schrieb, der im März 1958 für das kleine Label Fernwood Records (#106) aufgenommen wurde, jedoch in dieser Originalfassung nicht die Hitparaden erreichte. Zum Hit wurde die im September 1961 veröffentlichte Coverversion von Troy Shondell, die bis auf Rang 6 der Popcharts vordrang. 1959 war er kurzzeitig Mitglied der Bluecaps (Begleitband von Gene Vincent), die er verließ, als sie in Memphis spielten. Dort traf er auf Jim Stewart von Stax Records und schlug ihm vor, statt Country den populäreren Rhythm & Blues im Repertoire des jungen Schallplattenlabels zu bevorzugen.

### Stax Records

Charles Heinz – Destiny

Im August 1959 spielte Moman als Studiomusiker die Gitarre auf der ersten Single im Katalog von Satellite Records, wie Stax damals noch firmierte. Gleichzeitig taucht er auch als Mitautor der A-Seite der Veltones-Single Fool in Love (Satellite #100) auf. Auch auf der zweiten Single im Katalog, der im August 1960 von Charles Heinz’ erschienenen Prove Your Love / Destiny (#101) spielt Moman in der Studioband und ist als alleiniger Komponist der B-Seite registriert.
1960 fand Moman für Stax Records ein leerstehendes Kino in der East McLemore Avenue, das er maßgeblich zum Tonstudio umbauen half. Nun war er voll integriertes Mitglied des Stax-Stabes, und Jim Stewart ließ Moman in dem Glauben, dass er zu 25 % an Stax Records beteiligt sei. Seine Funktionen bei Stax begannen mit der Arbeit als Studiogitarrist, er komponierte Songs und arbeitete sich vom Toningenieur bis zum Produzenten hoch. Er avancierte zum wichtigsten Produzenten der Plattenfirma. Im August 1960 leitete er im neuen Tonstudio die Aufnahmen bei Gee Whiz (Look at His Eyes) von Carla Thomas. Im Januar 1961 wurde das Stück unter Atlantic #2086 veröffentlicht und kletterte bis auf Rang fünf der R&B-Charts und Platz 10 der Popcharts mit einem Plattenumsatz von 500.000 Exemplaren. Im September 1960 entstand unter seiner Produktionsregie ein noch erfolgreicherer Hit des Labels, nämlich der Instrumentaltitel Last Night der Mar-Keys. Nach dessen Veröffentlichung im Juni 1961 kletterte er bis auf Rang zwei der R&B-Charts und Rang drei der Pophitparade und wurde über eine Million Mal verkauft. Im Frühjahr 1961 wurde das Carla-Thomas-Album Gee Whiz um den Titelsong herum produziert und wurde das erste Album des Stax-Katalogs. Die Mar-Keys nahmen im September 1961 das nach ihrem Hit Last Night benannte Album auf, von Moman produziert und im Oktober 1961 als Atlantic #8055 auf den Markt gebracht. Im November 1961 produzierte er William Bells Country-Soul-Ballade You Don’t Miss Your Water, das 200.000 Exemplare verkaufte, aber nur Rang 95 der Popcharts erreichte. Er spielte Gitarre bei den Triumphs, der ersten Gruppe mit weißen und schwarzen Musikern im noch segregierten Memphis, deren B-Seite Raw Dough er komponierte und im November 1961 produzierte.

### Eigene Tonstudios
Der Grund, warum Moman Ende 1961 Stax Records verließ, ist in der Fachliteratur umstritten, weil sich alle Beteiligten hierüber völlig unterschiedlich äußerten. Vermutlich ging er im Streit über den Irrtum, als Partner an Stax Records beteiligt zu sein, die jedoch zu 100 % Jim Stewart und Estelle Axton gehörten. Sein Anwalt und Musikbusiness-Kenner Seymour Rosenberg erreichte noch eine Vergleichszahlung von 3000 US-Dollar für fehlende Produzententantiemen an Moman, der jedoch nicht unmittelbar eine neue Beschäftigung fand.
Anfang 1963 gründeten Moman und der Farmer Donald H. Crews mit finanzieller Unterstützung durch Seymour Rosenberg das American Sound Studio in der Thomas Street in Nord-Memphis. Don Crews, der als Büroleiter und Verwalter fungierte, hatte Beziehungen zur Musikwelt: er kannte den Gitarristen Reggie Young und war mit Countrysänger Narvel Felts zur Schule gegangen. Rosenberg managte bereits seit 1961 Charlie Rich und Isaac Hayes vor dessen Stax-Zeit, veräußerte 1964 jedoch seine Beteiligung an Chips Moman. Zunächst sehr spartanisch mit einem Monoaufnahmegerät und zwei Ampex-Mischpulten ausgestattet, versuchten sie sich in der mit Plattenfirmen und Tonstudios reichlich ausgestatteten Stadt zu etablieren.
Die Gründungsphase der neuen Tonstudios ist musikhistorisch nicht geklärt. Einer der ersten Interpreten des neuen Tonstudios war vermutlich Isaac Hayes, der noch nicht für Stax Records arbeitete. Er machte hier Ende 1962 seine erste Single mit Tommy Cogbill an der Bassgitarre. Das von Moman produzierte Laura, We’re on the Last Go-Round erschien 1963 bei Youngstown ohne jegliche Resonanz. Im September 1962 entstanden hier für Jimmy Evans, der 1955 bei Sun Records angefangen hatte, unter Produktionsregie von Moman That Mexican Limbo / You Put Those Tears in My Eyes (Zone #1062), veröffentlicht im Oktober 1962.

Gentrys – Keep on Dancing

Die beim Memphis-Label Goldwax Records unter Vertrag stehenden Ovations ließen sich von Moman Dance Party / It’s Wonderful to Be in Love produzieren, mit einem Rang 31 die erste Chartnotiz für das kleine Label und das Tonstudio im Mai 1965. Sie wurden begleitet vom späteren Kern der Studioband des Tonstudios. Von der Bill Black Combo kam Bobby Wood (Klavier/Orgel), zu dem Tommy Cogbill (Bass) und Gene Chrisman (Schlagzeug) stießen. 1965 komplettierten mit Gitarrist Reggie Young (Gibson 330) und Bobby Emmons zwei weitere Mitglieder der Bill Black Combo die Studioband.
Weiße Schüler aus Memphis trugen zum ersten Hit für die American Recording Studios bei. Zunächst nahmen die Gentrys im Dezember 1964 die erfolglose Single Sometimes (I Cry) auf, bevor hier im Juni 1965 der temporeiche Garage Rock Keep on Dancing mit dem markanten Farfisa-Orgel-Break entstand. Ein Take genügte, doch mit 1 ½ Minuten Spieldauer war das Stück dem Produzenten Moman zu kurz. „Wir haben es bis zum letzten Schlagzeug-Beat zu früh ausgeblendet und deshalb noch eine weitere Aufnahmeschleife angehängt“, erinnerte sich Moman an die nach damaligen Standards qualitativ schlecht aufgenommene Platte. Die Tanzplatte mit nur drei Akkorden erschien im September 1965 und erreichte Rang vier der Popcharts und Millionensellerstatus.
Sandy Posey war als Telefonistin bei den American Studios angestellt, ihre Gesangsambitionen stellte sie als Hintergrundsängerin bei Tommy Roe oder Joe Tex unter Beweis. Das führte im März 1965 zur ersten Plattenaufnahme als Sandy Carmel und Kiss Me Goodnight, produziert von Bill Justis. Als Moman ihre Demoaufnahme zu Born a Woman hörte, erkannte er hierin enormes Hitpotenzial. Wegen technischer Studioprobleme produzierte Moman den Country-Pop-Titel am 15. März 1966 in den Columbia-Studios in Nashville, die Begleitband bestand aus Scotty Moore (Leadgitarre), Tommy Cogbill (Gitarre), Mike Leech (Bass), Larry Butler (Klavier) und Ronnie Capone (Schlagzeug). Mit einem Rang 12 stieß die Platte in der Pophitparade nur auf mäßige Resonanz. Momans Idee, ihre Stimme im Overdubbing zu präsentieren, wurde auch bei weiteren Singles wie Single Girl zu ihrem Erkennungszeichen. Insgesamt produzierte Moman 15 Titel für Posey.

Box Tops – The Letter

Wayne Carson Thompson ließ im Dezember 1966 von Moman den von Thompson verfassten Solo-Titel My Little Noise Maker produzieren. Kurz danach schrieb er den Song The Letter, den die weiße Gruppe Box Tops von Dan Penn produzieren ließ, weil Moman nicht verfügbar war. Der lediglich 1:58 Minuten lange Song ist charakteristisch für den Blue-Eyed Soul, wie er insbesondere bei American Studios entstand. Die Textzeile „Give me a ticket for an aeroplane“ ging dabei auf die Idee von Thompsons Vater zurück, und Wayne vervollständigte den Text über einen nach seiner Freundin sehnsüchtigen jungen Mann, der auch die Flugzeugdistanz zu ihr nicht scheut. Thompson spielte bei der Aufnahme Gitarre. Dan Penn baute Flugzeuggeräusche, Geigen und ein Hammond-B3-Orgelriff ein. Veröffentlicht im Juni 1967, erreichte einer der kürzesten Titel der Popmusikgeschichte als Erster für die American Studios den ersten Rang der Pophitparade, den er für vier Wochen innehatte. Mit vier Millionen Exemplaren war es gleichzeitig der umsatzstärkste Hit aus dem Tonstudio.
James Carr, Soulsänger bei Goldwax Records, spielte im März 1966 sein erstes Album You Got My Mind Messed Up hier ein, dessen Titelsong als Single ausgekoppelt wurde und Rang sieben der R&B-Charts erreichte. Das von Moman mit Dan Penn komponierte The Dark End of the Street wurde im Februar 1967 ausgekoppelt und gelangte auf Rang zehn der R&B-Charts. Produzent Jerry Wexler brachte 1967 eine noch erfolglose Aretha Franklin in die FAME Studios nach Muscle Shoals (Alabama), wo Chips Moman im Januar 1967 bei I Never Loved a Man (The Way I Love You) Leadgitarre spielte und zusammen mit Dan Penn die B-Seite Do Right Woman-Do Right Man komponierte. Wexler war mit dem technischen Standard der American Studios nicht zufrieden und gab Moman einen Vorschuss von 5000 Dollar für eine bessere Studioeinrichtung. Daraufhin erhielt Moman Gelegenheit, die immer noch stark unausgelasteten Studios mit Aufnahme-Aufträgen für Esther Phillips, Wilson Pickett, Solomon Burke, Don Covay, King Curtis, Arthur Conley, Dusty Springfield oder Herbie Mann besser zu nutzen. Allerdings schickte Atlantic als Produzent Arif Mardin und den langjährigen Toningenieur Tom Dowd. Das im Oktober 1968 veröffentlichte Hooked on a Feeling wurde der zweite Millionenseller für B. J. Thomas, produziert von Moman. Auch Neil Diamond versuchte sein Comeback durch Aufnahmen in Momans Studios und nahm hier 1969 Sweet Caroline, Holly Holy und Brother Love’s Traveling Salvation Show mit dem Kern der Studioband auf.

### Elvis kehrt nach Memphis zurück
Elvis Presley hatte in seiner langen Karriere lediglich drei Tonstudios betreten, nämlich Sun Records, Hollywood Recorders in Los Angeles und das RCA-Nashville-Studio. Er hatte seit Juni 1965 keinen Top-10-Hit mehr gehabt und kehrte nach 14 Jahren nach Memphis zu Plattenaufnahmen zurück. Memphis-Mafia-Mitglied Marty Lacker hatte Presley seit langem geraten, die American Sound Studios aufzusuchen. Hiermit war eine komplette Stiländerung verbunden, denn Presley sang Titel neuer Komponisten mit teilweise anderem Inhalt. Im Januar 1969 waren diese Studios für zehn Tage gebucht. Zu den Studiomusikern gehörten Reggie Young (Gitarre/Sitar/Dobro), Elvis Presley (Gitarre/Klavier), Bobby Wood (Klavier), Ed Kollis (Mundharmonika), John Hughey (Steel-Gitarre), Tommy Cogbill und Mike Leech (Bassgitarre), Bobby Emmons (Orgel) und Gene Chrisman (Schlagzeug). Die Bläsersektion bestand aus R. F. Taylor und Wayne Jackson (Trompete), Jackie Thomas, Ed Logan und Jack Hale (Posaune) und Andrew Love (Saxophon). Insgesamt wurden 32 Titel eingespielt, die auf die Alben From Elvis in Memphis (Juni 1969) und Back in Memphis (November 1970) verteilt wurden.
Hervorzuheben sind die Titel, die Elvis Presley zurück in die Spitze der Charts brachten und einen künstlerischen Neuanfang einleiteten. Am 21. Januar 1969 entstand In the Ghetto, am 23./24. Januar 1969 Suspicious Minds. Letzteres war kein Original, denn Komponist Mark James hatte den Song bereits zwischen Mai und September 1968 von Chips Moman produzieren lassen, er verkaufte ganze zwölf Stück hiervon. Moman war überzeugt, dass Presley die fehlende Zutat zum Hit wäre, präsentierte diesem das Original und er war bereit, ihn mit ähnlichem Arrangement, den meisten Studiomusikern und demselben Produzenten zu covern. Der Titel wurde am Ende einer Nachtsitzung ab 4 Uhr begonnen und war um 8 Uhr nach acht Takes fertig. Der Chor wurde erst am 24. Januar abends hinzugemischt, am 18. März wurden die Geigen (12 Geigen) hinzugefügt, am 7. August folgten im United Recording Studio in Las Vegas die Bläsersektionen und die Abmischung. Es war Momans Idee am 7. August, nach 3:52 Minuten Spieldauer den Song auszublenden und eine weitere Schleife einzublenden, die dann zu einer Gesamtlänge von 4:31 Minuten führte. Nach Veröffentlichung am 26. August 1969 entwickelte sich der Song über das eine Liebe zerstörende Misstrauen zum Millionenseller. Das zuvor im April 1969 erschienene In the Ghetto über die Aussichtslosigkeit der Jugendlichen im Ghetto bis zu ihrem milieubedingten Tod erreichte bereits im Juni 1969 den Status als Millionenseller. Beide Singles wurden mindestens 1,5 Millionen Mal weltweit verkauft. Moman gehört neben Sam Phillips und Steve Sholes zu den drei einzigen Produzenten von Elvis Presley. Er griff als Produzent bei Presley intensiv ein, indem er ihm musikalische Anweisungen unhörbar, beinahe flüsternd, für die anderen Beteiligten erteilte.

### Weitere Produktionen
Chips Moman hatte es für die Fachwelt geschafft, mit Elvis Presley ein „Relikt“ zum Hitstatus zurückzuführen, was sich positiv auf die Studioauslastung auswirkte. Mit ihrem Album Soulful verzichtete Dionne Warwick im April 1969 erstmals auf ihre langjährigen, erfolgsbringenden Komponisten und Produzenten Burt Bacharach und Hal David, um sich Moman anzuvertrauen. Dieser setzte die Studioband ein, um mit ihr Coverversionen berühmter Pop- und Soulhits im Rhythm-&-Blues-Stil zu produzieren. Joe Tex kam am 10. Oktober 1969 in die Studios, um die Titel You’re Right und (When Johnny Comes Marching Home Again) I Can’t See You No More aufzunehmen. Moman produzierte auch Brenda Lee ab 2. April 1970 (insgesamt 13 Titel in drei Sitzungen). I Gotcha von Joe Tex war im Dezember 1971 einer der letzten Hits aus den Studios unter der bisherigen Eigentümerstruktur. Country-Star Ronnie Milsap machte bereits seine ersten Aufnahmen 1965 in den American Sound Studios und ließ sich bis zum Weggang von Moman dort bis Mitte 1971 produzieren.

### Die Studioband
Die Studioband nannte sich „827 Thomas Street Band“ (The Memphis Boys) nach der Adresse der Tonstudios und setzte sich zusammen aus den Sessionmusikern Bobby Wood (Klavier), Bobby Emmons (Klavier/Orgel), Reggie Young (Gitarre), Tommy Cogbill und Mike Leech (Bass) und Gene Chrisman (Schlagzeug). Daneben bestand die Bläsersektion aus den Memphis Horns: Wayne Jackson (Trompete/Flöte), Bob Taylor (Trompete), Jack Hale und Jackie Thomas (Posaune), Andrew Love (Saxophon), Ed Logan (Tenor- und Baritonsaxophon), James Mitchell (Baritonsaxophon) und Charlie Chalmers (Tenorsaxophon). Zusätzlich spielten neben der festen Band noch Ed Kollis (Mundharmonika), Johnny Christopher (Rhythmusgitarre), Spooner Oldham (Klavier/Orgel), Hayward Bishop (Schlagzeug) und Shane Keister (Keyboards).

### Personal
Moman holte sich ambitionierte Leute, die er als Komponisten und Studiomusiker anstellte. Als Erster kam Wayne Carson Thompson, ein ehemaliges Mitglied von Tommy Burk & the Counts. Er spielte bei Aufnahmen Gitarre und verfasste die großen Hits der Box Tops. Dan Penn zeichnete ebenfalls für wichtige Kompositionen verantwortlich. 1967 kam Lindon „Spooner“ Oldham als Keyboarder, der auch produzierte und komponierte. Mit Mark James stieß ein Komponist zum Team, mit dessen Hilfe Elvis Presleys Karriere einen neuen Schub erhielt.

### Prozesse
Moman und Crews waren zwischen 1964 und Anfang 1970 die Inhaber der Studios. Der Farmer Donald H. Crews verließ die Studios, nachdem er seinen Partner Moman im Mai 1970 in Höhe von 1,8 Millionen US-Dollar verklagt hatte. Crews behauptete, dass Moman die Erlöse aus Box-Tops-Platten in betrügerischer und Täuschungsabsicht für sich alleine vereinnahmt hätte, obwohl sie ihm nur zur Hälfte zustanden; Moman reagierte im Juli 1970 mit einer Gegenklage über 1,23 Millionen US-Dollar. Moman führte die American Studios zunächst alleine weiter und holte sich 1971 Verstärkung mit Stan Kesler, danach waren Tommy Cogbill und Presley-Vertrauter Marty Lacker bis Mitte 1972 die Inhaber. Die letzten Aufnahmen fanden am 15. Mai 1972 für Paul Davis statt, am 3. Juni 1972 zog Moman mit der verbliebenen Studio-Crew nach Atlanta um.

### Nashville
Bereits 1975 ging Moman mit dem Kern der Memphis Boys in die Country-Hauptstadt Nashville und produzierte Country-Musik. Die eigentlich auf „Southern Soul“ spezialisierte Studioband bewies dabei große Flexibilität bei Country-Aufnahmen. Er eröffnete inmitten der berühmten Tonstudios auf der Music Row sein neues Chip Moman’s Studio. Hier komponierte er noch 1975 zusammen mit Larry Butler den Hit (Hey, Won’t You Play) Another Somebody Done Somebody Wrong Song von B. J. Thomas, der eine Million Mal verkauft wurde und einen Grammy Award als bester Countrysong erhielt. Der im Januar 1975 erschienene Titel besetzte die Nummer eins der Pop- und Countryhitparaden. Er produzierte ab Dezember 1976 in Nashville Waylon Jennings, am 7. Januar 1977 entstand hier das von Moman komponierte Luckenbach, Texas (Back to the Basics of Love), das nach Veröffentlichung im April 1977 für sechs Wochen Rang 1 der C&W-Charts belegte und Jennings’ größter Hit wurde. Jennings spielte hier die meisten seiner Titel während jener Phase ein, darunter die Country-Hits Take It to the Limit (aufgenommen im Oktober 1981/November 1982, veröffentlicht im April 1983; Rang 8). Am 3. Oktober 1984 trafen sich die Countrystars Willie Nelson, Johnny Cash, Kris Kristofferson und Waylon Jennings im Studio und spielten den Titel Highwayman ein, der im Mai 1985 Rang 1 der C&W-Charts belegte. Das gelang auch dem Titel City of New Orleans mit Willie Nelson, aufgenommen am 7. Oktober 1983 und veröffentlicht im August 1984.
Earl Scruggs, ein gefragter Studiomusiker für Gitarre und Banjo, nahm hier zehn Titel im Januar 1978 auf. Willie Nelson erschien erstmals am 11. Oktober 1981, als er eine Coverversion von Always on My Mind (Komponist: Wayne Carson Thompson) einspielte (veröffentlicht im März 1982, Nr. 1), die nachfolgend zwei Millionen Mal verkauft wurde. Er kehrte am 8. Juni 1982 in das Chips Moman’s Studio zurück, wo er zehn Aufnahmen machte, darunter Last Thing I Needed First Thing This Morning (Dezember 1984, Nr. 2); am 9. November 1982 entstand für Merle Haggard & Willie Nelson Pancho and Lefty (April  1983, Nr. 1). Nelson kehrte regelmäßig bis September 1984 in Momans Studios zurück. Moman spielte während der meisten Aufnahmen seine Gibson-Super-400-Gitarre. Seine intensiv ausgelasteten Studios in Nashville produzierten ausschließlich Countrymusik, nach zehn Jahren schloss er sie Ende 1985, nachdem er am 5. Dezember 1985 Johnny Cash & Waylon Jennings mit den Titeln Love Is the Way / American by Birth produziert hatte.

### Rückkehr nach Memphis und Ruhestand
Im Jahr 1985 kehrte Moman nach Memphis zurück, um mit Johnny Cash, Roy Orbison, Jerry Lee Lewis und Carl Perkins die Aufnahmen für das Album Class of ’55 zu produzieren. Ab September 1985 entstanden zehn Titel für ein Album, das die wichtigste Gemeinsamkeit der vier Interpreten in den Vordergrund rückte: ihre ersten Erfolge bei Sun Records im Jahr 1955. Ab 17. März 1988 entstanden mit Moman für Nelson in den Alarm Recording Studios in Memphis zehn Titel. 1990 produzierte Moman das Album Highwaymen II (erschienen im Februar 1990).
Das American-Studio in Memphis indes wurde von William „Bill“ Glore vor 1982 wiedereröffnet, er blieb Inhaber bis zum Abriss 1989. Als Produzent überwachte Glore am 9. November 1982 die Aufnahme zu Pink Cadillac von Jimmy Evans. Der Glücksspieler Moman (daher sein Spitzname „Chips“) zog 1996 in seine Heimat Troup County (Georgia) und zog sich aus dem Musikgeschäft weitgehend zurück.

## Statistik
Zwischen 1965 und 1971 brachten die American Sound Studios insgesamt 125 Singles in die Hitparaden. Gitarrist Reggie Young spielte auf 155 Titeln zwischen 1967 und 1972, R&B-Hitparade einbegriffen. American produzierte bis 1972 insgesamt 41 Goldene Schallplatten. Neben den erwähnten Künstlern nahmen hier Ivory Joe Hunter, John Prine, Tony Joe White, nicht nur mit Chips Moman, sondern auch mit Produzenten wie Jerry Wexler oder Rick Hall, auf. Moman schrieb über 100 Stücke, beginnend mit This Time, der für Troy Shondell zum Hit wurde. BMI hat insgesamt 99 Titel für Moman registriert, davon erhielten acht einen BMI-Award. Er verfasste Do Right Woman, Do Right Man (für Aretha Franklin; März 1967) oder Waylon Jennings’ Luckenbach, Texas (Back to the Basics of Love), das einen BMI-Award erhielt. Die Interviews from the Class of '55 Recording Sessions wurden 1985 in der Kategorie „Best Spoken Word Album“ mit einem Grammy ausgezeichnet.